# 道の駅信州新町
道の駅信州新町（みちのえき しんしゅうしんまち）は、長野県長野市信州新町水内にある国道19号の道の駅である。

## 施設
- 駐車場
  - 普通車：55台
  - 大型車：6台
  - 身障者用：2台
- トイレ
  - 男：12器
  - 女：7器
  - 身障者用：2器
- 公衆電話
- 情報コーナー
- 軽食コーナー
- 物産品販売所

## 休館日
- 1月1日、2日。
- 3月および9月に棚卸し休業あり。

## アクセス
- 国道19号 - 登録路線
- 長野駅より川中島バス新町・大原橋線約30分、「みすず橋」下車、徒歩1分。

## 周辺
- 犀川
- 水内ダム・琅鶴（ろうかく）湖
- 久米路峡・久米路橋
- 有島生馬記念館（信州新町化石博物館、信州新町美術館を併設）